# Andújar
Andújar är en kommun och ort i Spanien. Den ligger i Provincia de Jaén och regionen Andalusien, 250 km söder om huvudstaden Madrid. Antalet invånare är 39 008.